# 傘をもたない蟻たちは
『傘をもたない蟻たちは』（かさをもたないありたちは）は、加藤シゲアキによる日本の小説の短編集。

## 概要
いまを生きる人々の「生」と「性」、「生きづらさ」や「人の痛み」をテーマとした恋愛から心理サスペンスまで様々なジャンル6編（文庫では7編）の短編小説が収録されている。なかには過激な性愛描写が含まれる作品もあるが、これについては経験ではなく想像と妄想で書いたと述べている。
書き下ろし小説『にべもなく、よるべもなく』の作中作『妄想ライン』は加藤が高校で履修し、物語を書くきっかけのひとつにもなった国語表現の授業の最後の課題で書いたものである。
2015年6月1日に角川書店から発売され、発売2か月後には発行部数8万部を超えた。
2016年1月にフジテレビ系でテレビドラマ化された。
2017年12月25日、本作が翻訳された中国語繁体字版『不撐傘的螞蟻們』が発売。
2018年6月15日 に文庫化。
2021年、本作中の1編『染色』を正門良規（Aぇ! group）主演で『染、色』として舞台化。加藤シゲアキ自身が上演台本を執筆し、劇作家デビューした。2022年、同作（上演台本）が第66回岸田國士戯曲賞候補に選出される。
2021年12月、本作『傘をもたない蟻たちは』のほか『ピンクとグレー』（2012年）『閃光スクランブル』（2013年）『Burn. -バーン-』（2014年）の単行本の重版が決定。4作品はすべて文庫化されているものの、単行本で購入したいという読者の根強い声があり異例の重版となった。

## 収録作品
- 染色（初出：角川書店『小説 野性時代』2014年10月号[1]）
- Undress（初出：扶桑社『週刊SPA!』2014年9月16日･9月23日合併号 - 10月28日号 連載全5回[1]「アンドレス」改題）
- 恋愛小説（仮）（初出：角川書店『ダ・ヴィンチ』2014年12月号[1]）
- イガヌの雨（初出：角川書店『シュシュアリス』vol.5[1]）
- インターセプト（初出：角川書店『小説 野性時代』2015年3月号[1]）
- おれさまのいうとおり（文庫版のみの収録）（初出：角川書店『小説 野性時代』2016年8月号[1]）
- にべもなく、よるべもなく（書き下ろし[1]）

単行本化にあたり、連載時より加筆・修正されている。

## 各話あらすじ

### 染色
美大に通う市村は、彼女の橋本杏奈を連れて母校の芸術祭をまわっていた。杏奈は自分と同じ苗字である生徒が描いた作品を絶賛していたが、市村には途中でさじを投げてしまった作品のように思えた。芸術祭の後、1人で何気なく土手を歩き続けた市村は、その張本人・橋本美優が午前2時にも関わらず橋脚にカラースプレーでグラフィティアートを描いているところに遭遇する。聞くと美優も芸術祭の中で市村の作品が最も印象的だったという。美優のアパートを訪れるとそこには描きかけの作品がたくさんあり、互いの作品の意図を理解しあっているとわかった2人は結ばれる。その日から、杏奈との関係も続けながら毎日のように美優のアパートを訪れるようになる市村だったが、美優がいつも自分の腕にカラースプレーを吹き付ける行為の重要性だけは理解できなかった。橋脚に描いたグラフィティはどんどん増え、いつからか「HANDS」と呼ばれて謎の覆面アーティスト集団としてネットやテレビで話題になるが、2月半ばのある日、美優から学校を辞めてロンドンに行くことにしたと告げられ、2人の関係は終わる。卒業式の日、美優を初めて見かけた店の壁に美優の名前を含んだURLが描かれたハガキを見つけた市村はアクセスしてみるが、そこには見覚えのある作品は1つもなかった。美優が住んでいたアパートは当然のように今は空室で、市村はそこで美優のことを思い出しながら自慰をするが絶頂は迎えられず、あの日々の色彩はどこへ行ってしまったのだろうと考えながら、「今から会えないかな」と杏奈に電話をする。
市村 文登（いちむら ふみと）
美大の3年生。仲間内では「優等生」でとおっている。杏奈には「いっちゃん」と呼ばれている。
橋本 杏奈（はしもと あんな）
市村の彼女。人との距離感をつかむのが上手。
橋本 美優（はしもと みゆ）
市村と同じ美大に通っている。一人暮らしで、ボロいアパートの1階に2部屋を借り、1つをベッドルーム、1つをアトリエとして利用している。描いている途中で違うものを描きたくなってしまうため、描きかけの絵ばかりが部屋にある。橋脚に絵を描くようになったのは、短時間で描かなければならないグラフィティなら描きあげられるのではと考えたため。
いつも両腕をカラースプレーで染めており、その色は日によって異なる。精神安定のために必要な行為で、逆に色が付いてないと気分が変になるらしく、一度ちょっとした興味で市村がカラースプレーを隠した時は顔面蒼白になり、最後には泣き出してしまった。

### Undress
今まで一緒に働いてきた仲間たちにオーダーメイドの赤いボディのボールペンをプレゼントし、目をかけていた後輩の小金井にいつものように「会社の犬になんかなるなよ」という言葉を残して大西勝彦は丹頂社を辞め、長年の夢だった脱サラを果たした。今まで培ってきたノウハウとネットワークを生かしてステップアップする明るい未来を感じ、同じ会社の女子社員・若井リサとの関係ももう隠す必要はないのだと意気揚々としていた大西だったが、出張中のリサを追いかけて行った大阪で、彼女から母親の病気を理由に福井に帰ると告げられ、2人の関係は終わりを迎える。しかし翌日、旧友の田中の会社の前で、左遷されたはずの石田とリサが腕を組んでマンションに入っていくのを目撃した大西は驚いて2人を問い詰め、実は前からリサが石田と付き合っていたこと、石田の左遷は仕組まれたものであったことを知る。そして帰りの新幹線の中では、丹頂社が新会社を設立し、その社長に小金井が就任したニュースが流れていた。愕然とする大西に当の小金井から電話が入り、実は自分は大西が嫌いだと言い続けて辞めた丹頂社の社長・筒井の息子であったこと、そして丹頂社で作ったコネは今後一切使えないと告げられ愕然とする。仲間たちに送ったボールペンも池に捨てられており、自分が疎まれていたことを知った大西は涙が出てくるが、筒井社長はそんな大西に声をかけ、新しい就職先の話をもちかける。そして大西は、また毎日スーツを着る日々がやってくるのだと悟る。
大西 勝彦（おおにし かつひこ）
父親が少ない給料であくせく働いた末に地元の零細企業が倒産して退職金ももらえなかったのをそばで見ていたため、会社に振り回されるような人間にだけはなりたくないと、最高の脱サラをすることを長年夢見ていた。奨学金で国立大学を卒業後、広告代理店「丹頂社（たんちょうしゃ）」の営業部で10年以上働き、会社員としてのノウハウとネットワークを構築し、満足いく一大プロジェクトを成し遂げたと感じ、脱サラに踏み切る。
脱サラ直前、日本最大手百貨店のリニューアルオープンに向けたトータルプロデュースのエグゼクティブプロジェクトマネージャーを任されていたが、オープンにあわせて大々的に発表するはずだったアイシクルとのコラボ商品の情報が流出したことでアイシクルとの契約が打ち切りとなり、その責任をコラボ商品の資料をまとめていた石田に押し付けた。
小金井 卓哉（こがねい たくや）
大西が教育担当をしていた後輩。物事を誇張して話す癖がある。
若井 リサ（わかい リサ）
会社の人間には秘密で付き合っている大西の恋人。1年程前、大西が任されたプロジェクトでのスケジュール管理のためにアシスタントとしてついたことがきっかけで付き合い始めた。良く言えば天真爛漫、悪く言えば幼稚。エンジェルナンバーにこだわりを持っている。福井の田舎町に1人暮らしの母親がいる。
石田（いしだ）
営業事務として働いていたが、5か月前に大西が責任を押し付けたために左遷される。白髪交じりでシミが多い。口調はおっとり。奥さんと成人している子供がいる。
筒井（つつい）
大西らが勤めていた「丹頂社」社長。
田中（たなか）
あだ名：アガベ。由来はテキーラが好きなところから。大西の大学時代のサークル仲間で、就職後のコネを作るために上昇志向の強い人間を集めたイベントを一緒に開催していた。卒業後はIT系のベンチャー企業であるワンダフルイマジン・ラボに就職しており、今は大阪支社を任されている。既婚者で、来月には子供が産まれる。

### 恋愛小説（仮）
人気女性週刊誌の編集者から「男子の恋愛」をテーマとした執筆依頼をされた僕は、今まで書いてきたジャンルとは全く畑違いだと感じながらも仕事を受ける。タイトルをとりあえず「恋愛小説（仮）」と決めて書き始めるが、冒頭部分で早くも手が止まり、酒を呑んで寝てしまった。しかしその夢の中で美しい女性と出会った僕は、思い通りに2度、3度と同じ夢を見ることができ、彼女に会うたび恋心を募らせていく。やがて「恋愛小説（仮）」と名付けたドキュメント上に200文字以内で書いたことだけが、夢の中で実際に起こることに気付いた僕は、初恋の人・久米島ユキエを夢の中に登場させようとする。願い通りに夢の中でユキエと再会できた僕は、彼女が望む200字のデートを何度も何度も繰り返す。しかしある時、突然夢が途中で止まってしまい、僕は真っ暗闇へと落ちていく。目が醒めると幼なじみが目の前におり、自分がオーバードーズで病院に運ばれたことを知る。夢を連続して見るために睡眠薬とアルコールを同時接種していた僕が、変に痩せていた様子に疑問を感じた幼なじみが連絡がとれないのを不審に思い、家を訪ねて発見してくれたのだった。入院生活を余儀なくされ、小説は間に合わないと編集者に断りの電話を入れた僕は、夢の中でのユキエとの逢瀬も終わりにしようと最後の200字を書く。ユキエと別れた僕は涙を流しながら起き、ファイル「恋愛小説（仮）」をゴミ箱に捨てる。
僕
今まで世界の不条理をテーマにしたSFファンタジー短編くらいしか書いたことがない作家。
東京郊外の小学校に通っていたが、私立中学を卒業すると同時に都心部に移り住んだ。他とはあまり交流がないが、大学で偶然一緒になった幼なじみとは連絡をとりあっている。小学生の時に初めて恋をした久米島ユキエと同窓会で再会することを願っていたが、13年も前に事故死していたと知らされショックを受ける。
幼なじみ
読書家で、僕が困った時になにかと頼りにしている男。小説や夢についての相談も受ける。
久米島 ユキエ（くめじま ユキエ）
僕や幼なじみの小学校の時の同級生。いつも笑顔でクラスの人気者だった。13年前、学校の帰り道で中年の男が運転する車に轢かれて亡くなる。

### イガヌの雨
法規制で来月には食べられなくなるというイガヌを人々はこぞって食べたがるが、美鈴は祖父の言いつけにより、いまだ口にしたことがなかった。しかし恋人の蓮、そして友達の乃亜とその恋人である海斗とのダブルデートでイガヌの店に足を踏み入れてしまった美鈴はそこで初めてイガヌを食べ、恍惚とする。その独特な臭気から、イガヌを食べたことは帰宅後すぐに祖父に知れ、祖父と喧嘩になった美鈴は家を出て乃亜の家に身を寄せる。理由も述べずにただ禁止するだけだった祖父に反発していた美鈴だったが、その後祖父は亡くなり、美鈴に残された手紙で祖父がイガヌを毛嫌いしていた理由…イガヌのせいで、かつて自分たちが愛していた食事の多くが食べにくくなってしまうこと、勝間南瓜など伝統野菜を育てていた農家が続々つぶれてしまったことなどを知る。祖父の想いを知り、イガヌを食べてしまたことを後悔した美鈴は、祖父の葬式の席で両親を含めて皆がイガヌを食べる姿を見て「不謹慎だ」として家を飛び出すが、その日この数年全く降らなくなっていたイガヌが突然降り出す。人々が我先にとイガヌを捕り始める姿を見て、自分はこうはならないと自制する美鈴だったが、1匹のイガヌと目が合うと思わずごくりと喉を鳴らしてしまうのだった。
イガヌ
ちょうど美鈴が産まれた18年前の2017年12月21日に突然空から大量に降ってきた生物。その後12年間、毎年12月に降っていたが、2029年に突然降らなくなった。猿のような頭に眼が3つあり、歯のない小さな口と、2つの下肢が頭から生えている。「いがぬ、いがぬ」と奇声を発する。タンパク質やカルシウム、ビタミン類などの栄養素が豊富に含まれていることがわかったため、今では「完全栄養食品」とまで称されている。また、イガヌから抽出された成分はエネルギー源になることもわかり、2020年には千葉県にイガヌ発電所も建設された。
地球上に現れてからまだ数年しかたっていない生物を子供が食べて人体に影響がないとはいいきれないという理由から14年前に法規制がなされ、18歳からしか食べてはいけない。イガヌを食べた人間は頬が赤らみ、顔の筋肉がだらりと垂れ、焦点が定らなくなる。甘ったるい匂い、心地よい痺れが全身を貫き、恍惚に溺れる。
美鈴（みすず）
17歳。大学の付属高に通っている。何かあると、祖母の形見としてもらったスタインウェイのアップライトピアノを弾く。
蓮（れん）
美鈴の恋人。18歳。同じ高校に通っており、美鈴の隣のクラス。美鈴には18歳の誕生日に初めてイガヌを食べたと言っていたが、実際は中学の頃から口にしていた。
祖父
美鈴の祖父。食にうるさい。実は数年前から肺がんを患っていたが、抗がん剤などの治療は一切受けず、家族にも伝えなかった。
乃亜（のあ）
美鈴の友達。髪をベージュに染め、丁寧に巻くなど派手だが、それからは想像できないくらいに成績優秀。美鈴とは中学が同じ。
海斗（かいと）
乃亜の恋人で蓮の友達。タバコを吸うなど素行が悪く、いい加減でがさつ。美鈴は苦手なタイプ。

### インターセプト
同僚の結婚式の二次会で、難攻不落な女として有名な中村安未果をおとしてやろうと挑んだ林。ネイルを褒めたり、飲み物を渡してあげたりと恋愛テクニックを駆使して安未果に近づくが、つれない態度でかわすだけでなく、口説きにかかっていることを真正面から指摘され、あえなく撃沈する。しかし彼女が立ち去った後に落ちていたスマートフォンを返す際、ピッツバーグ・スティーラーズ（アメフトチーム）のロゴが待ち受け画面になっていたことから、お互いファンであることがわかり意気投合。いい雰囲気になり林は徐々に距離をつめるが、グラスを落としてしゃがみこんだ彼女のパーソナルスペースに侵入したところ、安未果は急に悲鳴を上げて逃げ去ってしまう。一瞬茫然とした林だったがめげずに追いかけたところ、安未果から家まで送ってほしいと言われ、タクシーの中で最近ストーカーに悩まされていることを打ち明けられる。そして「奥様に誤解されるといけませんから」という牽制の言葉と表情が一致していないのを見逃さなかった林はまんまと部屋に上がり込み、安未果と一夜を共にする。しかし夜中、トイレに起き上がった林は間違えて開けてしまった部屋で信じられないものを目にする。そこには2008年のスーパーボウルが開催されたスタジアムでの林の姿が写った切り抜きをはじめ、林が捨てた様々な物が置かれていた。恐怖に慄いた林に安未果は「私のことは捨てないでね」と満面の笑みを浮かべて背後から抱きつく。
林（はやし）
名誉欲が強く、トレンドに弱い男。会社と長年取引をしているクライアントの社長令嬢と結婚している身でありながら、部下でもある安未果を落とすと同僚や部下に宣言する。女をおとす時はカタルシス効果や吊り橋効果など、行動心理学の知識を駆使する。
中学から大学までアメフトをやっていた。
中村 安未果（なかむら あみか）
林の部下で10歳年下。子供っぽい印象に反して仕事はそつなくこなし、社交的なようでいて実は人と適当な距離を置く。高級マンションに住んでいて、名家のお嬢様という噂もあり、多くの同僚からアプローチを受けてもなびかない孤高のマドンナとなっている。

### にべもなく、よるべもなく
工藤誠也先輩が「妄想ライン」という掌編小説で文学賞をとり、海と山と工場しかない小さなこの街の地元新聞に大きく取り上げられた。幼なじみのケイスケがどうしても読みたいというので、純は漁師の根津爺に頼んで買ってきてもらい自分も読んでみたが、良さが全くわからない。愛車のポルシェ・カイエンの助手席に女を乗せて首都高を走る話だったが、「東京はあんなんじゃない」と思う純は、工藤先輩が本当に東京に行ったことがあるのかどうか、ケイスケと共に直接先輩に聞きに行くことになる。しかしそこで純は工藤先輩がサッカー部の男子生徒とキスをする姿を目撃してしまっただけでなく、「実は工藤先輩が好きだったんだ」と泣きながらケイスケから打ち明けられる。その後、同性愛への生理的な嫌悪感から、自分が長年の親友への見方を変えてしまっていることに気付いた純は、ゲイもののアダルトビデオなどを見てなんとか理解しようと努力する。しかしどうしても受け入れられずケイスケとの距離はどんどん遠くなり、やがて純は同じクラスの女子生徒・赤津舞と付き合うようになる。彼女がボーイズラブ漫画を持っていると知った日、純は強引に彼女と初めてのセックスをするが、ケイスケを理解できない自分、赤津を犯した自分こそ汚い最低の人間のように思え、入水自殺を図ろうとするが、そんな純を水から引き揚げて助けたのは他の誰でもない、ケイスケだった。純はケイスケから逃げていたことを面と向かって謝る。時は過ぎ、13年後。大人になった純は、婚約者の結子を兄のおさがりの三代目スズキ・ワゴンRの助手席に乗せ、「妄想ライン」と同じ場所を走って小説の描写の答え合わせをする。
純（じゅん）
14歳。8歳年上の兄が東京へ行った後に変わってしまったため、東京に対して苦々しい思いを持っている。
中学卒業後は地元の水産高校に進学し、高校卒業後は亡くなった根津爺の後を継いで魚屋兼漁師になった。
ケイスケ
純の親友で同い年。お互いの両親が学生時代からの知り合いのため、物心ついた時から一緒にいる幼なじみでもある。水泳を習っていたため泳ぎには自信があったが、小学2年生の時に海で溺れて以来、水泳は続けているものの、海では泳いでいない。中学3年になってからは水泳部の部長になった。
中学卒業後はスポーツ推薦で東京の進学校へ行った。
工藤 誠也（くどう せいや）
中学3年生。純やケイスケの先輩。掌編小説「妄想ライン」がある文学賞の佳作に選ばれて文芸誌に掲載された。爽やかなルックスで成績はトップクラスであり、陸上部のエース。教師やPTA会員からの人望もあり、生徒会長にも満場一致で抜擢された。
根津爺（ねづじい）
地元漁師。鮮魚店も営んでいる。家族はおらず、友達もいない。「あの爺さんに近づいてはいけない」というのが街の暗黙のルールとしてあったが、純の兄が東京へ行ってすぐの頃、好奇心から鮮魚店に忍び込んだ純に魚をごちそうして以来、純とケイスケとは仲良くしている。
実は昔、2人の漁仲間と船を出した時に船が転覆し、1人の仲間を亡くしたが、それを機に漁師を辞めた1人とは違って漁師を続けたため、人々に「ひとでなし」と言われるようになってしまった過去がある。
亡くなった後は遺書に従い、遺骨は純が海へ散骨した。
純の兄
いつも綺麗な女性とつきあっているおしゃれな兄だったが、高校卒業と同時に美容師を目指して上京。2年間専門学校に通い、1年程新宿の美容院に勤めたものの、ある日突然浮浪者のような格好で「東京はもういい」と実家に戻ってきた。その後ひきこもっていたが、父親が殴った後に自分が勤めている工場へ連れていかれ、なんとか人間らしさを取り戻した。
赤津舞（あかつまい）
中学3年生になって初めて純と同じクラスになった女生徒。派手でも地味でもなく、育ちは良さそう。バスケ部のマネージャー。
純と交際するようになるが、県内の私立高校に進学したため、その関係は自然消滅した。
結子（ゆうこ）
純の来月結婚予定の婚約者。新横浜が地元。

## 書籍情報
- 単行本：角川書店、2015年6月1日、ISBN 978-4-04-102833-9
- 文庫：角川文庫、2018年6月15日、ISBN 978-4-04-106888-5
- 中国語繁体字版単行本（『不撐傘的螞蟻們』）: 台湾角川、2017年12月25日、ISBN 978-9-57-853142-0

## テレビドラマ
短編集『傘をもたない蟻たちは』に収録されている「恋愛小説（仮）」「インターセプト」「にべもなく、よるべもなく」を取り上げ、連続ドラマ（全4話）としてテレビドラマ化され、2016年1月9日から1月30日までフジテレビ系の「土ドラ」枠で放送された。主演は桐山漣。
当初この作品はオムニバスドラマとしての製作が予定されていたが、短編集の6作全てで共通して“若者たちが抱えている苦悩”が描かれており、それらをパッケージできる物語も含まれていたことから、連続ドラマとして製作してみたいという思いが編成企画を担当した羽鳥健一らに湧き上がった。そして脚本担当の小川真と何度も議論を重ね、ただの恋愛や友情でまとめないでほしいという唯一の要望を伝えていた 原作者である加藤の後押しもあり、新解釈を加えて再構築された連続ドラマとして完成した。タイトル通り、ドラマでは雨のシーンが多く使われている。
メディア評論家の影山貴彦は、特に河野圭太の演出を素晴らしいと讃え、「今作も河野は、演者ひとりひとりにきめ細かな演出をしている。セリフ（脚本・小川真）をとても大切にしている。作品を見つめるまなざしが深く、優しいのだ」と評した。

### あらすじ（テレビドラマ）
作家として行き詰っていた橋本純（桐山漣）は、担当編集者の館山（阪田マサノブ）から、ラストチャンスだとして今度創刊する若者向けウェブマガジンに載せる恋愛小説の執筆を促される。しかし専門外のテーマに苦しんで何も書けないまま締切は1週間後に迫っていた。そんな純の元を突然幼馴染の村田啓介（加藤シゲアキ）が訪ねてくる。純の作品は全てチェックしていたという啓介は純を励まし、そして純も啓介との思い出話の中で、昔自分が出したゴミがファンによって集められていた事件があったことを思い出す。そしてそれを題材に『インターセプト』を書き上げるが、館山には「ホラー小説だ」とボツにされてしまう。次こそはと『恋愛小説（仮）』というタイトルで書き始めるものの、やはりすぐに行き詰ってしまう。ところが「理想の人を書いてみたら？」という啓介の助言を元にユキエ（渡辺舞）を登場させたところ、夢の中でも彼女が出現する。しかも小説に書いたことと同様のことを夢の中でユキエがしてくれることに気づいた純は、ユキエを書いては酒を飲んで眠ることを繰り返し、次第に現実と妄想の境目がわからなくなっていく。まともな作品は完成しないまま酒浸りになり、館山にも見放された純は、自分を励ます啓介にもきつく当たってしまう。啓介はそれでも「やめるなよ。絶対、また書けよな」という言葉を残し、純の部屋を出ていく。
夜が明けて酒が抜け、八つ当たりしてしまったことを謝ろうと思った純だったが、啓介の連絡先を聞いていなかったことに気づく。連絡先を辿るために中学の卒業アルバムを引っ張り出した純は、一緒に置いてあった文芸誌『文藝界』を見て、1つ年上の工藤先輩（小松直樹）の書いた小説が載っていたこと、啓介に同性の工藤先輩が好きだと打ち明けられて戸惑い悩んだこと、地元の漁師である根津爺（竜雷太）の家に啓介と2人で入り浸り、架空の生物・イガヌの話を啓介に「才能あるよ」と誉められていたことを思い出す。地元に帰った純は、啓介から元気だと聞かされていた根津爺の店へ行くが、そこに根津爺の姿はなかった。しかし代わりに中学の時に付き合っていた赤津舞（南沢奈央）に偶然再会する。思い出話に花を咲かせるが、赤津は、あの頃純が自分と付き合っていたのは啓介との距離を埋めるためだと気づいており、自己嫌悪に陥った純が橋から飛び降りようとしたのを啓介が止める姿も見ていた。あの頃の2人の関係が羨ましかったと話す赤津に、啓介が最近も自分の部屋に来たことを告げると、「何言ってるの？」と驚かれる。実は啓介は2年前の冬に海に落ちた人を助けようとして亡くなっていた。驚いた純だったが、啓介は読者として自分の前に現れたのだ、読者がいる限りは書かなければと思い、『にべもなく、よるべもなく』を書き上げる。館山は絶賛し、ウェブマガジンではなく本誌で載せてもらえるように掛け合うと意気込む。

### キャスト（テレビドラマ）
橋本 純〈30〉
演 - 桐山漣
主人公。「橋本ジュン」のペンネームで若手小説家としてデビューしたが、現在は落ち目のSF作家。デビュー作は、中学2年生の頃に啓介と根津爺と鍋を食べていた時に作り出した架空の生き物の話を元に書いた『イガヌの雨』。しかし単行本はもう2年出しておらず、貯金を切り崩したり、家電の説明書を書くアルバイトなどをして食いつないでいる。
15歳までは那珂湊で過ごした。
村田 啓介〈30〉
演 - 加藤シゲアキ
原作には登場しないオリジナルキャラクター。純の幼馴染みで茨城県ひたちなか市立那珂湊太田中学校 の同級生。
純とは10年以上会っていなかったが、雨の夜、突然純の部屋を訪れる。
館山〈45〉
演 - 阪田マサノブ
「橋本ジュン」担当の編集者。

#### ゲスト

##### 第1話
中村 安未果〈23〉
演 - 足立梨花
ジュンの執筆した『インターセプト』の登場人物。
会社の孤高のマドンナ的存在のOL。上司の林武史（演：桐山漣）に口説かれてもそっけない態度をとるが、実は4年前、大学生の頃に雑誌で読者モデルとして載っていた林に一目ぼれして以降、林のあらゆる情報やごみを採取し、親のコネも使って林の会社に就職していた。

##### 第2話
ユキエ〈25前後〉
演 - 渡辺舞
ジュンの執筆した『恋愛小説（仮）』の登場人物。
純の理想で作り上げられた女性。

##### 第3話
根津爺〈70〉
演 - 竜雷太（第4話）
純の地元の漁師。町で厄介者と評判だが、純や啓介には慕われている。
橋本 純〈15〉
演 - 小林亮太（第4話）
村田 啓介〈15〉
演 - 市川理矩（第4話）
純の親友で幼馴染み。スポーツ万能で勉強も得意。
工藤先輩への憧れを常日頃から口にしていたが、工藤先輩がバスケ部の男の先輩とキスしているところを目撃してショックを受け、自分も好きだったと純に打ち明ける。
工藤 誠也
演 - 小松直樹
純の1つ年上の先輩。中学3年生の頃、短編小説「妄想ライン」で『文藝界』新人賞佳作 を受賞した。

##### 第4話
赤津 舞〈30〉
演 - 南沢奈央（中学生時代：武田玲奈）
純や啓介の同級生。同級生を殴って自宅謹慎中の純にプリントを持ってきたことをきっかけに純に勉強を教えるようになり、付き合い始める。
娘の里奈と散歩中、地元に戻って来ていた純と偶然再会する。
赤津 里奈〈3〉
演 - 新津ちせ
舞の娘。

### スタッフ（テレビドラマ）
- 原作 - 加藤シゲアキ『傘をもたない蟻たちは』
- 脚本 - 小川真
- 主題歌 - NEWS「ヒカリノシズク」（ジャニーズ・エンタテイメント）[26]
- 技術プロデューサー - 長谷川美和
- 撮影 - 船橋正成
- 映像 - 小野寺慎一
- 照明 - 椙浦明規
- 音声 - 福地弘恭
- 編集 - 神崎亜耶
- ライン編集 - 伊藤裕之
- 選曲 - 志田博英
- 音響効果 - 松井謙典
- MA - 大辻愛里
- 美術プロデューサー - 杉川廣明
- 美術進行 - 平田貴幸
- 装飾 - 中島佳克
- 衣裳 - 佐藤理恵
- ヘアメイク - 松本美奈
- 持道具 - 渡部美希
- 広報 - 瀬田裕幸（フジテレビ）
- スチール - 米川永
- 車輌 - ドルフィンズ
- 演出補 - 小山田雅和、大﨑翔
- 制作担当 - 岩崎敬道
- 制作主任 - 小田切悠
- 記録 - 津嶋由起江
- プロデューサー補 - 越田香苗
- 編集企画 - 羽鳥健一（フジテレビ）
- プロデュース - 江森浩子
- 演出 - 河野圭太
- 制作 - フジテレビ、共同テレビ

### 放送日程
| 各話  | 放送日  | サブタイトル |
| ----- | ------- | ------------ |
| 第1話 | 1月09日 | 再会と妄想   |
| 第2話 | 1月16日 | 妄想と決別   |
| 第3話 | 1月23日 | 蘇った記憶   |
| 第4話 | 1月30日 | 光のシズク   |

| フジテレビ系 土ドラ                             | フジテレビ系 土ドラ                      | フジテレビ系 土ドラ        |
| 前番組                                          | 番組名                                   | 次番組                     |
| ----------------------------------------------- | ---------------------------------------- | -------------------------- |
| トランジットガールズ （2015.11.7 - 2015.12.26） | 傘をもたない蟻たちは （2016.1.9 - 1.30） | 武道館 （2016.2.6 - 3.26） |

## 舞台
『染、色』（せんしょく）というタイトルで短編「染色」を舞台化。第66回岸田國士戯曲賞候補作品。
Aぇ! groupの正門良規が単独初主演をつとめる。脚本は原作と同じく加藤シゲアキが担当し、本作で脚本家デビューする。加藤の著書が舞台化されるのも初。
加藤はスタッフから「加藤さんの作品をどれか舞台化しませんか？」という提案を受けたものの、当初は仕事が重なっていたこともあり断ろうと思っていた。しかしふと脳内に原作とは異なったストーリーで戯曲化された「染色」が思い浮かび、原作者だからこそ大きく変更することが可能なのではないかと思いなおし、オファーを受ける。ただ、内容が異なるものに同じタイトルをつけるのはどうかという思いもあり、試行錯誤の結果、読点を加えた「染、色」というタイトルで世に送り出すことを決意した。
題字「染、色」ロゴも加藤が担当。
2020年に公演が決定・発表されていたものの、新型コロナウイルス感染拡大を受けて一旦は全公演開催中止となったが、2021年5月から6月にかけて改めて上演された。上演にあたり、加藤は舞台に合わせて染め物にした楽屋のれんを正門にサプライズでプレゼントした。
2021年7月9日、Johnny's net オンライン上で公演の配信を実施。
2022年、本作上演台本が第66回岸田國士戯曲賞候補に選出される。ジャニーズ事務所所属タレントの同賞および戯曲賞ノミネートは初。受賞には至らなかった。
2022年9月、加藤シゲアキの作家生活10周年を記念したスペシャルブック『１と０と加藤シゲアキ』に「染、色」の上演台本が収録され初書籍化。

### あらすじ（舞台）
美大四年生の深馬は油絵を描いている。入学当初から教師にも一目置かれるほど絵の才能に定評があった深馬だったが、三年生で自分の限界に気づいてしまう。気晴らしに声をかけた杏奈と交際することになるが、現在に至るまで調子の悪い現実を打破できていない。
芸術祭の日、深馬の作品が人知れず描き加えられるという出来事が起こる。描き加えられた作品はロランス朱里という美術評論家の目に留まり、深馬は朱里の企画展への出展を依頼される。しかし深馬は芸術祭の作品が自分のものでは無い気がして自信が持てない。夜、深馬は橋脚に落書きをし始めるが、途中でヤケになって寝てしまった。起きるとやはり絵が描き加えられていた。その後も同様の出来事が頻発したため、深馬は描き加えている人物を待ち伏せた。その人物は真未という謎の女性だった。深馬が、なぜ自分の絵に描き加えるのかを問いただすと、真未は作品を完成させているのだと説明した。深馬は満足のいかない作品が完成品として存在し続けることを恐れて描きあげられない。描き加えられた画を見て、これが最初に思い描いた作品だと思ったはずだと。深馬には図星だった。深馬は真未の目の前で作品の完成を試みるが、やはり描きあげられない。そこで真未が描き加えはじめると再び深馬も刺激され、2人は一緒にグラフィティを描きあげる。そして2人で6本指の手形を残す。その日に深馬は真未の家に行き、真未が天井の染みを隠すためにピンクのカラースプレーで塗りたいと言うので深馬が肩車をする。その後2人は結ばれる。
2人で壁のグラフィティを頻繁に描くようになり、深馬は真未の家に通うようになった。深馬は自由な真未が羨ましいと言い、真未は「私が深馬の自由になってあげようか？」と言う。グラフィティの描き手は世間でポリダクトリー（多指症）と呼ばれ（バンクシーのような扱いで）話題となる。真未との出会いをきっかけに、深馬は勢いを取り戻し始める。一方、杏奈は就職活動がうまくいかない。それでも深馬を気遣うが、深馬は杏奈との会話はうわの空で真未との関係に夢中になっていた。
ある時、ロランス朱里の企画展出展用に深馬が製作していた作品が刃物で破られているのが見つかった。時を同じくして、ポリダクトリーの偽物が絵を描く動画が投稿される。偽物は深馬の指導教師を務める滝川だった。滝川は深馬に嫉妬して事を起こしたのだった。滝川は深馬の最近の変化について気づいており、それが深馬の才能によるものではなく第三者の力によるものだと見抜いていた。深馬はそれ以上滝川を責められなくなる。映像は深馬の友人の原田が撮影していた。原田は滝川に好意を抱いており、彼に協力したのだった。そして企画展出展の作品を破壊したのは真未だった。偶然原田が真未の姿を撮影していたのだ。深馬が真未を問いただすと、「深馬は絵をやめる口実を探して」おり、深馬が真未に終わりまで導いて欲しいと頼んだのだと言い張る。深馬は「ちゃんとした不幸と、ちゃんとした自由がある真未に、俺の事なんかわかるはずない！」と言うが、真未は、深馬が望むことを自分が何でもしてあげる、そうすれば「深馬は何にだってなれる」と深馬を抱きしめる。深馬は諦めて体を預けるが、我に返って真未のもとを去る。そしてやりきれない思いで、深馬は気を失ってしまう。
深馬が目を覚ましたのは一週間後。また日常を過ごし始めた深馬は、この世界に初めから真未が存在していないことになっていることに気づいた。他にも深馬がそれまで過ごしていた世界とは違う点が多々ある。原田の撮った映像には、企画展出展用に製作していた深馬の絵を破る深馬自身の姿が映されていた。
舞台は再び芸術祭の日から回想される。真未の行動が全て深馬に置き換わって再演される。しかし橋脚の落書きは深馬が描いたあと溶けるように消えてしまう。深馬が真未の家に向かうと、当然誰もいない。虚しさが募る。ふと天井を見上げると、1人では届かない位置にピンクのカラースプレーの染みがあった。深馬は真未に電話をかけるがコール音が鳴るのみ。深馬は涙を流しながら床にうつ伏せになり両腕で身体を抱きしめ、まるで見えない誰かと性行為をしているかのような激しい動きをする。しかし、深馬はふと泣き止むと電話を切る。そして「今から会えないかな」と杏奈に電話をかける。
天井のピンクの染みが滲むように広がっていき、花びらが舞い落ちる。

### キャスト（舞台）
深馬（みうま）
演 - 正門良規
美術大学四年生。いわゆる美術の英才教育を受けており、入学当初から一目置かれる存在だった。
真未（まみ）
演 - 三浦透子
北見（きたみ）
演 - 松島庄汰
深馬の友人。造形がうまい。
原田（はらだ）
演 - 小日向星一
深馬の友人。映像が専門。
杏奈（あんな）
演 - 黒崎レイナ
深馬の彼女。深馬とは別の大学（吉満女学院）の四年生。
滝川
演 - 岡田義徳
美術教師。深馬たちの指導教員。

### スタッフ（舞台）
- 脚本 - 加藤シゲアキ
- 演出 - 瀬戸山美咲
- 美術 - 伊藤雅子
- 照明 - 笠原俊幸
- 音響 - 長野朋美
- 音楽 - かみむら周平
- アニメーション - 清水貴英
- 映像 - 八木誠
- 振付 - 熊谷拓明
- 衣裳 - 及川千春
- ヘアメイク - 西川直子
- 演出助手 - 伊達紀行
- 舞台監督 - 和田健太
- 宣伝美術 - 仲尾幸時
- 宣伝写真 - 久富裕史
- 宣伝スタイリスト - 寒河江健
- 宣伝ヘアメイク - Jouer
- 宣伝製作 - エム。シィオー。
- 宣伝パブリシティ - ディップス・プラネット
- 制作協力 - ニューフェイズ
- 運営協力(大阪公演) - キョードー大阪
- キャスティング - 明石直弓
- 票券 - 荘司雅子
- 制作 - 三瓶雅史 藤野和美 福本悠美 泉山枝里
- アシスタントプロデューサー - 古川友莉 石田芙弓
- プロデューサー - 堂本奈緒美 古田直子
- エグゼクティブプロデューサー - 藤島ジュリーK.
- 原作 - 加藤シゲアキ「染色」(角川文庫 『傘をもたない蟻たちは』所収）

### 上演日程
- 2020年6月4日 - 21日、東京グローブ座（東京）
- 2020年6月25日 - 28日、エブノ泉の森ホール（大阪）
- 2021年5月29日 - 6月20日、東京グローブ座（東京）[38]
- 2021年6月24日 - 30日、梅田芸術劇場シアター・ドラマシティ（大阪）[38]

### 評価
本作は第66岸田國士戯曲賞の候補作になり、2022年5月に選評が公開された。その内容を以下に大まかにまとめる。
岩松了は、冒頭場面の会話の妙とそのモラトリアムぶりでドラマを構築するに十分足ると思われたが、その後の展開にさまざまな事柄を用意したのが逆に問題を甘くしていると評した。
ケラリーノ・サンドロヴィッチは文学としての魅力、説得力がなかったと酷評した。
野田秀樹は、バンクシー的な人影や多指症に見える手形などが抜群の思い付きだったにもかかわらず、そこを広げることなく表現者のステレオタイプの物語になってしまったのが兎に角残念であると指摘した。
矢内原美邦は、「真未」の存在に疑問を持っている選考委員もいたと明かし、しかし自身はそれを若者特有の不安と疑問の塊という存在として意義を感じたと述べた。その展開から構成、丁寧に書かれたト書きにまで好感が持て、細かな改善点は挙げたもののとにかく上質な作品であることに間違いなく、賞を受賞してもいい作品だと評価した。